# Canton de Clefmont
Le canton de Clefmont est une ancienne division administrative française située dans le département de la Haute-Marne et la région Champagne-Ardenne.

## Géographie
Ce canton était organisé autour de Clefmont dans l'arrondissement de Chaumont. Son altitude  moyenne est de 380 m.

## Représentation

### Conseillers d'arrondissement (de 1833 à 1940)
| Période                                  | Période | Identité                                     | Étiquette                           | Qualité |
| ---------------------------------------- | ------- | -------------------------------------------- | ----------------------------------- | --- |
| 1833                                     | 1842    | M. Prévost                                   |                                     | Maire de Breuvannes                                                                                                 |
| 1842                                     | 1848    | Pierre Claude Alexandre Parmentier           |                                     | Propriétaire, maire de Clefmont                                                                                     |
|                                          |         |                                              |                                     | |
| 1886                                     | 1901    | Adolphe Nicolay (1843-1926)                  | Monarchiste puis Républicain rallié | Notaire à Clefmont                                                                                                  |
| 1901                                     | 1904    | Arthur Charles Dessoye                       | Républicain                         | Propriétaire, industriel, journaliste et écrivain, maire de Breuvannes élu conseiller général du canton de Bourmont |
| 25 sep. 1904                             | 1919    | Lucien Esmard                                | Rad.                                | Aubergiste et négociant à Longchamp-les-Millières                                                                   |
| 1919                                     | 1931    | Jules-Lucien Dader                           | Républicain                         | Notaire, conseiller municipal de Choiseul                                                                           |
| 1931                                     | 1940    | Hubert Nicolay (1874-1969, fils d'A.Nicolay) | Droite                              | Notaire à Clefmont                                                                                                  |
| 1940                                     |         |                                              |                                     | Les conseils d'arrondissement ont été suspendus par la loi du 12 octobre 1940 et n'ont jamais été réactivés         |
| Les données manquantes sont à compléter. |         |                                              |                                     | |

### Conseillers généraux de 1833 à 2015
| Période | Période      | Identité                                      | Étiquette             | Qualité |
| ------- | ------------ | --------------------------------------------- | --------------------- | --- |
| 1833    | 1839         | Jean-Charles Borthon                          |                       | Propriétaire, maire de Meuvy                                                                                 |
| 1839    | 1861 (décès) | Victor Onésime Brocard (1797-1861)            |                       | Avocat, propriétaire, maire de Bassoncourt                                                                   |
| 1861    | 1864         | Alfred Brocard (1824-1888, fils du précédent) |                       | Avocat, propriétaire                                                                                         |
| 1864    | 1871         | Louis Renard                                  |                       | Propriétaire-agriculteur à Vaudinvilliers Maire de Colombey-lès-Choiseul                                     |
| 1871    | 1880         | Charles Voillemier                            | Droite                | Propriétaire à Daillecourt                                                                                   |
| 1880    | 1906 (décès) | Gustave Dutailly                              | Rad.                  | Professeur de botanique Propriétaire à Meuvy Député (1881-1889 et 1898-1902)                                 |
| 1906    | 1919         | Charles Cornevin                              | Rad.                  | Docteur en médecine à Breuvannes-en-Bassigny                                                                 |
| 1919    | 1940         | Lucien Esmard                                 | Rad.                  | Aubergiste et négociant à Longchamp-les-Millières, conseiller d'arrondissement                               |
|         |              |                                               |                       | |
| 1945    | 1958         | Emile Notat (1882-1965)                       | DVD-RPF               | Maire de Merrey                                                                                              |
| 1958    | 1970         | Julien Rémy (1912-1987)                       | DVD-RI                | Maire de Lénizeul                                                                                            |
| 1970    | 2014 (décès) | Jean Schwab (1930-2014)                       | UDR puis RPR puis DVD | Directeur de fromagerie Ancien Maire de Breuvannes-en-Bassigny (1965-2014) Vice-Président du Conseil Général |
| 2014    | 2015         | siège vacant                                  |                       | |

## Composition
Le canton de Clefmont regroupait 17 communes et comptait 2 065 habitants (recensement de 1999 sans doubles comptes).
| Communes               | Population (2012) | Code postal | Code Insee |
| ---------------------- | ----------------- | ----------- | ---------- |
| Audeloncourt           | 98                | 52240       | 52025      |
| Bassoncourt            | 73                | 52240       | 52038      |
| Breuvannes-en-Bassigny | 750               | 52240       | 52074      |
| Buxières-lès-Clefmont  | 18                | 52240       | 52085      |
| Choiseul               | 81                | 52240       | 52127      |
| Clefmont               | 219               | 52240       | 52132      |
| Cuves                  | 19                | 52240       | 52159      |
| Daillecourt            | 90                | 52240       | 52161      |
| Longchamp              | 65                | 52240       | 52291      |
| Maisoncelles           | 62                | 52240       | 52301      |
| Mennouveaux            | 71                | 52240       | 52319      |
| Merrey                 | 137               | 52240       | 52320      |
| Millières              | 125               | 52240       | 52325      |
| Noyers                 | 96                | 52240       | 52358      |
| Perrusse               | 46                | 52240       | 52385      |
| Rangecourt             | 78                | 52140       | 52416      |
| Thol-lès-Millières     | 37                | 52240       | 52489      |

## Démographie
| 1962  | 1968  | 1975  | 1982  | 1990  | 1999  | 2006  | 2009 |
| ----- | ----- | ----- | ----- | ----- | ----- | ----- | ---- |
| 2 410 | 2 766 | 2 514 | 2 297 | 2 096 | 2 065 | 2 031 | -    |